# Astyalus
Astyalus is een geslacht van rechtvleugeligen uit de familie doornsprinkhanen (Tetrigidae). De wetenschappelijke naam van dit geslacht is voor het eerst geldig gepubliceerd in 1939 door Rehn.

## Soorten
Het geslacht Astyalus  is monotypisch en omvat slechts de volgende soort:
- Astyalus tessmanni (Günther, 1938)